# London Internet Exchange
Il London Internet Exchange (abbreviato con la sigla LINX) è un Internet Exchange Point (IXP) situato nella capitale inglese, Londra. Questa organizzazione fu fondata nel 1994 da un gruppo di Internet service providers.
La LINX è un'associazione senza fini di lucro i cui membri sono dei provider di servizi di Internet i quali firmano un memorandum d'intesa. Questi membri gestiscono collettivamente la società e le attività che essa promuove e manda avanti. I membri si riuniscono in occasioni delle periodiche assemblee durante le quali si discutono le questioni più importanti di carattere regolamentare, organizzativo e tecnico. La LINX ha come obbligo quello di non competere con i suoi costituenti.